# New Zealand Football Championship 2008-2009
Il campionato neozelandese di calcio 2008-2009 è stato il quinto a disputarsi con questa formula (New Zealand Football Championship). 
Il Auckland City ha conquistato il campionato per la quarta volta nella sua storia.

## Squadre partecipanti
| Club            | Città            | Stadio                |
| --------------- | ---------------- | --------------------- |
| Auckland City   | Auckland         | Kiwitea Street        |
| Canterbury Utd  | Christchurch     | English Park          |
| Hawke’s Bay Utd | Napier           | Bluewater Stadium     |
| Manawatu Utd    | Palmerston North | Memorial Park         |
| Southern United | Dunedin          | Forsyth Barr Stadium  |
| Team Wellington | Wellington       | David Farrington Park |
| Waikato         | Cambridge        | John Kerkhof Park     |
| Waitakere Utd   | Waitakere        | The Trusts Arena      |

## Classifica finale
| # | Squadra         | Pt | PG | V  | N | P  | GF | GS | DR  |
| - | --------------- | -- | -- | -- | - | -- | -- | -- | --- |
| 1 | Waitakere Utd   | 33 | 14 | 10 | 3 | 1  | 30 | 12 | +18 |
| 2 | Auckland City   | 25 | 14 | 8  | 1 | 5  | 27 | 15 | +12 |
| 3 | Manawatu Utd    | 23 | 14 | 7  | 2 | 5  | 22 | 19 | +3  |
| 4 | Team Wellington | 23 | 14 | 7  | 2 | 5  | 28 | 28 | 0   |
| 5 | Hawke’s Bay Utd | 22 | 14 | 7  | 1 | 6  | 24 | 17 | +7  |
| 6 | Waikato         | 19 | 14 | 6  | 1 | 7  | 19 | 22 | -3  |
| 7 | Southern United | 8  | 14 | 2  | 2 | 10 | 16 | 32 | -16 |
| 8 | Canterbury Utd  | 8  | 14 | 2  | 2 | 10 | 11 | 32 | -21 |

## Finals series
|  | Semifinale (andata e ritorno) | Semifinale (andata e ritorno) | Semifinale (andata e ritorno) | Semifinale (andata e ritorno) | Semifinale (andata e ritorno) |  |  | Finale (gara unica) | Finale (gara unica) | Finale (gara unica) |  |
|  |                               |                               |                               |                               |                               |  |  |                     |                     |                     |  |
|  | Team Wellington               | Team Wellington               | 0                             | 0                             | 0                             |  |  |                     |                     |                     |  |
|  | Waitakere United              | Waitakere United              | 1                             | 5                             | 6                             |  |  | Waitakere United    | Waitakere United    | 1                   |  |
|  | Manawatu United               | Manawatu United               | 3                             | 0                             | 3                             |  |  | Auckland City       | Auckland City       | 2                   |  |
|  | Auckland City                 | Auckland City                 | 1                             | 3                             | 4                             |  |  |                     |                     |                     |  |